# Jani Rita

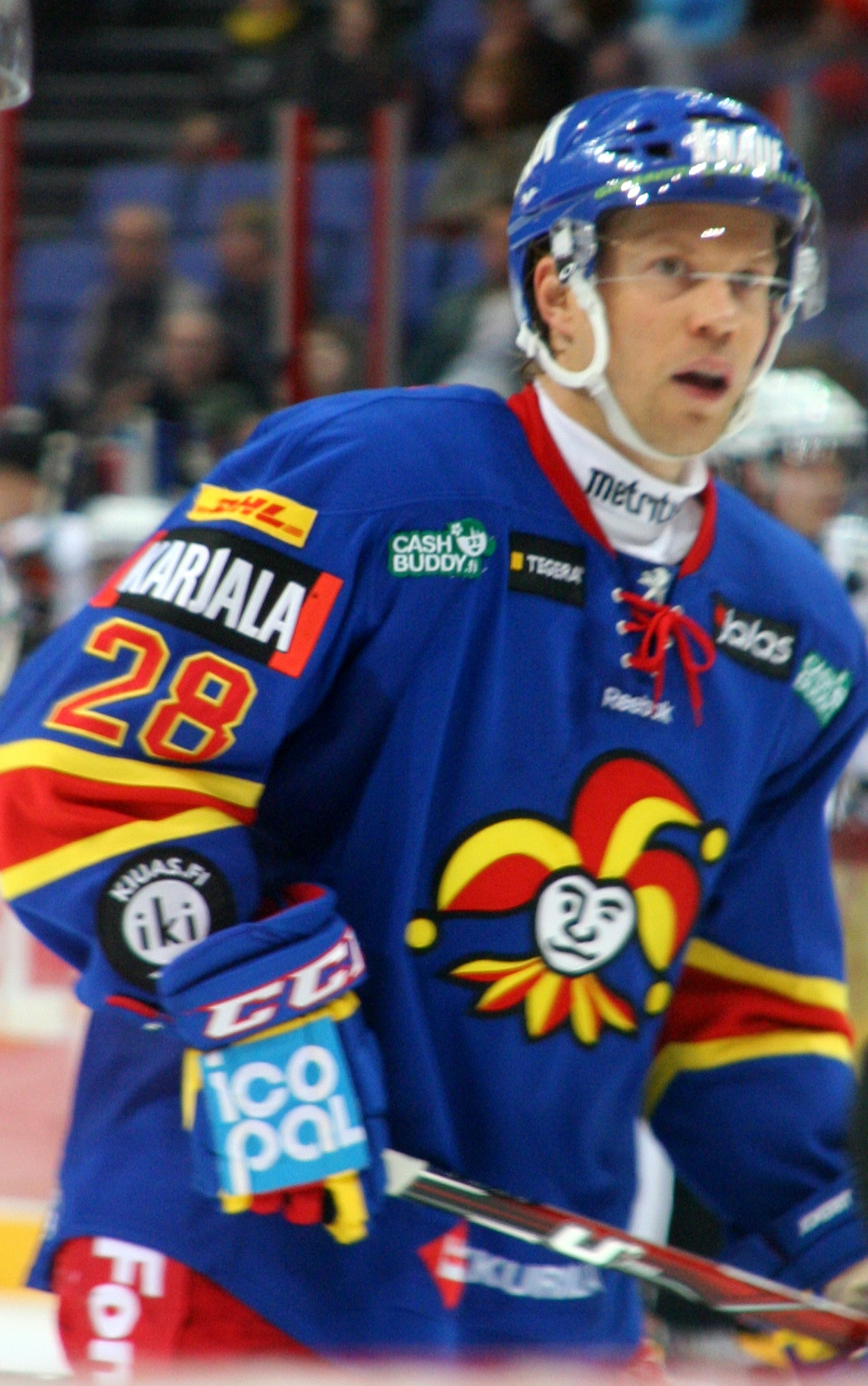
Jani Rita, 2011.

Jani Markus Rita, född 25 juli 1981 i Helsingfors, är en finländsk före detta professionell ishockeyspelare. Rita var vänsterforward till positionen.
Rita var en produkt av Jokerits juniorlag. Han draftades 1999 i första rundan, som 13:e spelare totalt, av NHL-klubben Edmonton Oilers. Efter att ha pendlat mellan Oilers farmarlag och NHL byttes han den 26 januari 2006 bort tillsammans med Cory Cross mot Pittsburgh Penguins back Dick Tärnström. Efter ännu en svag NHL-säsong valde Rita att återvända till Finland och Jokerit för säsongen 2006–07.